# متلازمة الألم المركزية

الدماغ

متلازمة الألم المركزية، هي حالة عصبية عضوية سببها الرئيسي عطل النظام العصبي المركزي (سي إن إس) central nervous system (CNS)، الذي يتضمّن الدماغ، النخاع، والحبل الشوكي.

## المسببات
مسببات هذه المتلازمة يمكن أن تكون جلطة، تصلّب أنسجة متعدّد، أورام، صرع، ورم الحبل الشوكي أو الدماغ، أو مرض باركنسن. وضع الألم المرتبط بهذه المتلازمة يختلف كثيرا بين الأفراد، جزئيا بسبب اختلاف الأسباب المحتملة.

## الأعراض
متلازمة الألم المركزية قد تؤثّر على جزء كبير من الجسم أو قد تكون أكثر تأثيرا في مناطق معيّنة، مثل الأيدي أو الأقدام. إنّ مدى الألم مرتبط بسبب الإصابة عادة. الألم ثابت عادة، قد يكون معتدلاً إلى حاد، ويصبح أسوأ في أغلب الأحيان باللمس، الحركة، العواطف، وتغييرات درجة الحرارة، عادة درجات الحرارة الباردة. يواجه الأفراد نوع أو أكثر من أحاسيس الألم، الأبرز هو إحساس الحرق. قد يختلط بأحساس الاحتراق أحاسيس غزّ الدبابيس؛ الضغط، التمزق، أو الآم لحظية؛ انفجارات لاتطاق من الألم الحادّ مشابه للألم الذي يسببه لمس ابرة على عصب أسنان مكشوف. المصابين قد يتولد عندهم إحساس بالخدر في المناطق التي أثّر عليها الألم. إنّ إحساس الحرق وفقدان حاسة اللمس، تصيب عادة الأجزاء البعيدة للجسم، مثل الأقدام أو الأيدي. تبدأ متلازمة الألم المركزية في أغلب الأحيان بعد فترة قليلة من الإصابة أو الضرر المسبب، لكن قد يتأخر ظهورها لشهور أو حتى سنوات، خصوصا إذا كانت متعلّقة بآلام ما بعد الضربة.

## العلاج
تقوم أدوية الألم في أغلب الأحيان تخفيض قسم من الألم، لكن لا تزيل الألم كليا. مضادات الإكتآب مثل nortriptyline يمكن أن يكون مفيداً. إن تخفيض مستويات الثورة العصبية يساعد على تخفيض الألم.

## التشخيص
متلازمة الألم المركزية ليست علة قاتلة، لكن المتلازمة تسبب ألماً ومعاناة مزمنة ومعيقة بين أغلبية الأفراد المصابين.

## وصلات خارجية
National Institute of Neurological Disorders and Stroke نسخة محفوظة 15 ديسمبر 2016 على موقع واي باك مشين.